# Domninos (Chronist)
Domninos war ein spätantiker griechischer Geschichtsschreiber, der wohl im 4. Jahrhundert lebte.
Domninos wird nur von dem spätantiken Chronisten Johannes Malalas erwähnt, der ihn in seinem Werk insgesamt zehnmal namentlich nennt. Domninos diente Malalas offenbar als eine Hauptquelle, dennoch wurde er weder in Die Fragmente der griechischen Historiker von Felix Jacoby noch (zumindest bis Juli 2025) in Brill’s New Jacoby berücksichtigt. Dafür hat Paweł Janiszewski die Fragmente 2006 in seiner wichtigen Studie zu fragmentarisch überlieferten griechischen Geschichtsschreibern des 3. und 4. Jahrhunderts analysiert. Die Namensnennungen variieren in der Chronik des Malalas, was in der Forschung auf eine unzuverlässige Arbeitsweise bei Erstellung der Manuskripte des Originaltexts zurückgeführt wird.
Die Lebensdaten des Domninos lassen sich nur aus den Angaben bei Malalas vage rekonstruieren. Da Malalas ihn benutzte, muss Domninos vor der Mitte des 6. Jahrhunderts gelebt haben; das späteste Ereignis, das er Malalas zufolge schilderte, gehört ins frühe 4. Jahrhundert, in die Regierungszeit Kaiser Diokletians. Es ist zudem möglich, dass noch später geschilderte Ereignisse bei Malalas auf dem Werk des Domninos basieren, ohne dass er dafür namentlich als Quelle genannt wird. Diese Vermutungen basieren auf der Überlegung darüber, wie das Werk des Domninos inhaltlich gestaltet war. 
Den Aussagen bei Malalas zufolge lässt sich das Werk des Domninos am ehesten als eine Chronik zur Geschichte der Stadt Antiochia am Orontes kategorisieren, das eine der wichtigsten antiken Metropolen war und auch für Malalas eine wichtige Rolle spielte. Domninos beschrieb unter anderem die Topographie Antiochias, berichtete über wichtige Ereignisse und speziell auf die Stadt bezogene Festlichkeiten. Ansonsten geht aus den Fragmenten hervor, dass Domninos sein Werk nicht zuletzt als eine Lobpreisung Antiochias konzipierte und auch Interesse für chronographische Fragen hatte. In der Forschung wurde erwogen, dass sich Malalas auch für spätere auf Antiochia bezogene Ereignisse auf Domninos stützte, ihn aber dafür nicht mehr namentlich als Quelle nannte. Wenngleich derartige Überlegungen spekulativ sind, mag dies noch für Schilderungen im 14. Buch der Chronik des Malalas zutreffen; in diesem Fall hätte Domninos im 5. oder frühen 6. Jahrhundert gelebt.
Domninos diente Malalas auch als Zwischenquelle für Werke anderer Autoren, denn Malalas hat der quellenkritischen modernen Forschung zufolge viele Autoren nicht selbst gelesen, sondern zusammenfassende Werke benutzt. Über Domninos bekam Malalas wahrscheinlich Informationen unter anderem aus einem anderen, nicht erhaltenen Werk, den Historien des Philostratos von Athen, der den Perserkrieg zur Zeit Schapurs I. Mitte des 3. Jahrhunderts schilderte. Das Werk des Philostratos war offenbar zuverlässig, da es sich mit zeitgenössischen Inschriften deckt; bei Malalas feststellbare Ungenauigkeiten lassen sich auf die Vermittlung dieser Angaben bei Domninos zurückführen, wobei entweder Domninos Fehler unterliefen oder Malalas die Schilderungen falsch wiedergab. Im Rahmen einer antiochenischen Stadtchronik bemühte sich Domninos demnach um eine recht breite Quellenbasis; dies ist nicht unwichtig, zumal Informationen aus der Zeit der Reichskrise des 3. Jahrhunderts rar gesät sind. Dennoch bleibt das Werk des Domninos weitgehend schattenhaft, da alle Überlegungen auf den bei Malalas vermittelten Informationen beruhen.